# 刑事☆イチロー
『刑事☆イチロー』（けいじイチロー）は、2003年1月15日から3月12日までTBS系で水曜22:00 - 22:54に放送された日本の刑事ドラマ。全9話。平均視聴率5.1％、最高視聴率7.2％、最低視聴率4.2％。当初全10回の予定だったが、視聴率低迷もあり9回に短縮された。

## あらすじ
歯科医師一家殺人事件を通して、主人公の一郎（加藤晴彦）が警視庁の路（菊川怜）、別府刑事（津川雅彦）と共に成長していく刑事ドラマ。

## キャスト
- 鈴木一郎(警視庁多摩川署 刑事) - 加藤晴彦
- 藤沢路(警視庁捜査一課 刑事) - 菊川怜
- 砧富恵(居酒屋の女将・元ヤクザの妻) ‐ とよた真帆
- 大崎奈々子(警視庁多摩川署 庶務係) ‐ 石橋奈美
- 丸山高志(一郎の上司) ‐ 佐藤二朗
- 谷崎幸司 ‐ 冨家規政
- 井川安人(警視庁多摩川署 署長) ‐ 笹野高史
- 井川稲子(安人の妻) ‐ 真由子
- 井川翔太(安人の息子・11歳) ‐ ささの翔太
- 井川友間(安人の息子・9歳) ‐ ささの友間
- 井川堅太(安人の息子・7歳) ‐ ささの堅太
- 井川貴斗(安人の息子・5歳) ‐ ささの貴斗
- 西井巡査 ‐ 西岡竜一朗
- 鳥貝誠(警視庁捜査一課の刑事) - 細川茂樹
- 妻西仁蔵(警視庁捜査一課刑事・強面) - 温水洋一
- 立原慎治(捜査一課長) - 保坂尚輝
- 藤沢智子(科学捜査研究所 理事官) - 野際陽子
- 袋井次郎(警察庁長官・通称「将軍」) - 寺田農
- 別府陽子(文造の一人娘) ‐ 前田亜季
- 別府文造(警視庁新宿署 刑事) - 津川雅彦

## スタッフ
- 脚本 - 黒土三男
- 演出 - 森田光則、富田勝則、根本実樹、高野栄治
- プロデューサー - 森田光則、倉貫健二郎
- 主題歌 - GLAY「いつか」
- 挿入歌 - GLAY「幸せになるその時に。」
- 製作 - ドリマックス・テレビジョン
- 技術 - 東通

## サブタイトル
1. 超ウルトラ! 2003型新人刑事!!
2. 俺は絶対許さない! 家族の幸せをこわす犯人を!
3. 父娘15年ぶりの再会…鬼刑事の目に涙!
4. かあちゃん! ついに真犯人を逮捕だぞ!!
5. 危機一髪! 美人刑事の献身的愛が命を救う!!
6. 真犯人に告ぐ! 俺は絶対お前を追い詰める!!
7. 家族の幸福のために…捜査陣の新たな決意!
8. 俺は見つけた! 真犯人逮捕の重大な決め手!
9. オレは刑事だ! 世の中の犯罪と闘い続ける!!